# 松島救難隊
松島救難隊（まつしまきゅうなんたい、英称:Matsushima Air Rescue Squadron）は、航空自衛隊航空総隊航空救難団隷下の航空救難部隊。宮城県松島基地に所在し、捜索救難機にU-125A、救難ヘリコプターにUH-60Jを運用する。

## 概要

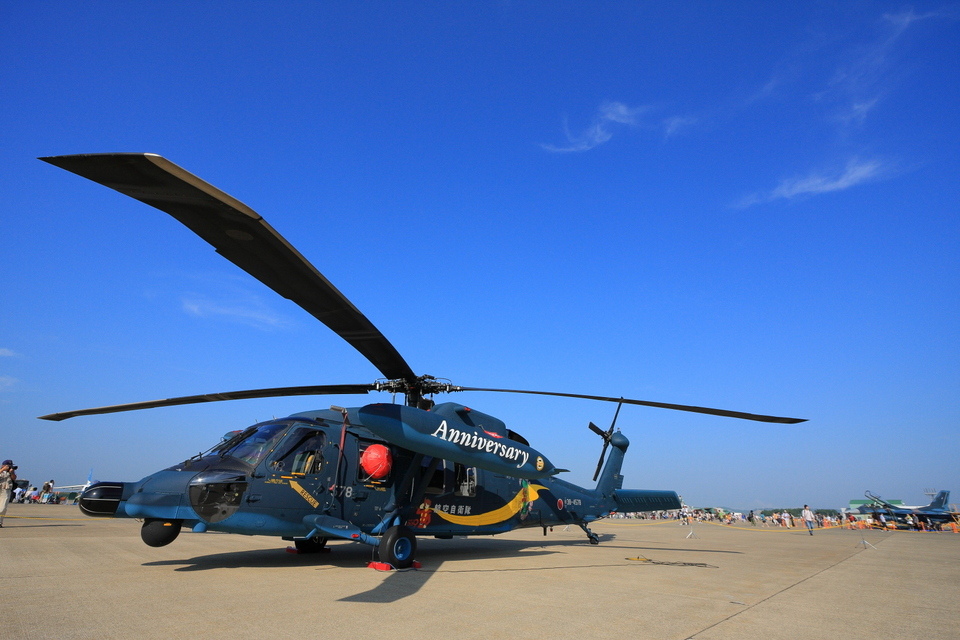
松島救難隊のUH-60J

1960年（昭和35年）9月20日に航空自衛隊4番目の救難分遣隊として松島基地で編成され、1964年（昭和39年）12月1日に松島救難隊へ改編された
部隊マークは、日本三景松島を象徴する松と伊達藩の太鼓の紋章をイメージしたものになっている。

## 東日本大震災による被害
2011年（平成23年）3月11日に発生した東日本大震災時、松島救難隊にはU-125A捜索救難機2機とUH-60J救難ヘリコプター4機が配備されており、うちU-125A捜索救難機1機とUH-60J救難ヘリコプター1機がエプロンでアラート待機に就いていた。発災後、津波により松島基地が被災し、全機が水没した。
3月12日に一部の隊員が入間ヘリコプター空輸隊のCH-47J輸送ヘリコプターに搭乗して入間基地に移動し、3月13日には百里基地に移動して百里救難隊の指揮下に入り、一部は三沢基地に移動し、同基地に前進展開していた千歳救難隊の指揮下に入り、被災地での捜索救難活動を行った。
3月21日には2機のUH-60J救難ヘリコプターが配備され、物資輸送や捜索任務を開始した。

## 沿革
- 1960年（昭和35年）9月20日 - 松島基地において救難航空隊隷下で松島救難分遣隊編成[1]。
- 1961年（昭和36年）7月15日 - 救難航空隊が航空救難群に改編[1]。
- 1964年（昭和39年）12月1日 - 松島救難分遣隊が松島救難隊に改編[1]。
- 1971年（昭和46年）3月1日 - 航空救難群が航空救難団に改編[1]。
- 1989年（平成元年）3月16日 - 航空救難団が航空支援集団隷下に隷属替え[1]。
- 2011年（平成23年）3月11日 - 東日本大震災に伴う津波により所属機が全て水没する[3]。

3月21日 - 松島救難隊にUH-60J救難ヘリコプター2機が配備される。
4月1日～4月3日 - 松島救難隊指揮下で第1回集中捜索実施。
4月10日 - 松島救難隊指揮下で第2回集中捜索実施。
4月25日～4月26日 - 松島救難隊指揮下で第3回集中捜索実施。
- 2013年（平成25年）3月26日 - 航空救難団が航空総隊隷下に隷属替え[1]。

## 部隊編成
- 隊本部
- 総括班
- 飛行班
- 整備小隊